# Kuchary Królewskie
Kuchary Królewskie (prononciation : [kuˈxarɨ kruˈlɛfskʲɛ]) est un village polonais de la gmina de Sochocin dans le powiat de Płońsk de la voïvodie de Mazovie dans le centre-est de la Pologne.

## Histoire
De 1975 à 1998, le village appartenait administrativement à la voïvodie de Ciechanów.